# Liste der Länderspiele der litauischen Futsalnationalmannschaft der Frauen
Die nachfolgende Liste enthält alle Länderspiele der litauischen Futsalnationalmannschaft der Frauen, die der Fußballverband von Litauen, die Lietuvos futbolo federacija (LFF), im Jahr 2017 gegründet hat. Futsal ist die einzige von der FIFA anerkannte Variante des Hallenfußballs. Bisher wurden vier Länderspiele ausgetragen.

## Länderspielübersicht
Legende
- Erg. = Ergebnis
- n. V. = nach Verlängerung
- i. S. = im Sechsmeterschießen
- abg. = Spielabbruch
- H = Heimspiel
- A = Auswärtsspiel
- * = Spiel auf neutralem Platz
- Hintergrundfarbe grün = Sieg
- Hintergrundfarbe gelb = Unentschieden
- Hintergrundfarbe rot = Niederlage

| Nr.                      | Datum      | Erg. | Gegner   |   | Austragungsort                                                                           | Anlass                                  | Bemerkungen |
| ------------------------ | ---------- | ---- | -------- | - | ---------------------------------------------------------------------------------------- | --------------------------------------- | --- |
| 1                        | 24.04.2018 | 0:1  | Belarus  | A | Hrodna (BLR), Sportivnyj kompleks upravlenija sporta i turizma Grodnenskogo oblispolkoma | Freundschaftsspiel                      | Erstes Auswärtsspiel Erste Niederlage Erste Auswärtsniederlage Erstes Länderspiel gegen Belarus                                       |
| 2                        | 25.04.2018 | 0:7  | Belarus  | A | Kwassouka (BLR)                                                                          | Freundschaftsspiel                      | Höchste Auswärtsniederlage |
| 3                        | 22.08.2018 | 0:10 | Finnland | H | Prienai, Prienų sporto ir pramogų arena                                                  | Europameisterschaft 2019- Qualifikation | Erstes Heimspiel Erste Heimniederlage Höchste Niederlage Höchste Heimniederlage Erstes Länderspiel gegen Finnland                     |
| 4                        | 24.08.2018 | 1:1  | Slowakei | H | Prienai, Prienų sporto ir pramogų arena                                                  | Europameisterschaft 2019- Qualifikation | Erstes Unentschieden Erstes Heimunentschieden Höchstes Unentschieden Höchstes Heimunentschieden Erstes Länderspiel gegen die Slowakei |
| Stand: 7. September 2018 |            |      |          |   |                                                                                          |                                         | |

## Statistik
In der Statistik werden nur die offiziellen Länderspiele berücksichtigt.
Legende
- Sp. = Spiele
- Sg. = Siege
- Uts. = Unentschieden
- Ndl. = Niederlagen
- Hintergrundfarbe grün = positive Bilanz
- Hintergrundfarbe gelb = ausgeglichene Bilanz
- Hintergrundfarbe rot = negative Bilanz

### Gegner
| Land     | Kontinentalverband | Sp. | Sg. | Uts. | Ndl. | Torverhältnis |
| -------- | ------------------ | --- | --- | ---- | ---- | ------------- |
| Finnland | UEFA               | 1   | 0   | 0    | 1    | 00:10         |
| Slowakei | UEFA               | 1   | 0   | 1    | 0    | 1:1           |
| Belarus  | UEFA               | 2   | 0   | 0    | 2    | 0:8           |
| Gesamt   | Gesamt             | 4   | 0   | 1    | 3    | 01:19         |

### Kontinentalverbände
| Kontinentalverband                 | Sp. | Sg. | Uts. | Ndl. | Torverhältnis |
| ---------------------------------- | --- | --- | ---- | ---- | ------------- |
| AFC (Asien)                        | 0   | 0   | 0    | 0    | 0:0           |
| CAF (Afrika)                       | 0   | 0   | 0    | 0    | 0:0           |
| CONCACAF (Nord- und Mittelamerika) | 0   | 0   | 0    | 0    | 0:0           |
| CONMEBOL (Südamerika)              | 0   | 0   | 0    | 0    | 0:0           |
| OFC (Ozeanien)                     | 0   | 0   | 0    | 0    | 0:0           |
| UEFA (Europa)                      | 4   | 0   | 1    | 3    | 01:19         |
| Gesamt                             | 4   | 0   | 1    | 3    | 01:19         |

### Anlässe
| Anlass                                   | Sp. | Sg. | Uts. | Ndl. | Torverhältnis |
| ---------------------------------------- | --- | --- | ---- | ---- | ------------- |
| Europameisterschaft-Qualifikationsspiele | 2   | 0   | 1    | 1    | 01:11         |
| Freundschaftsspiele                      | 2   | 0   | 0    | 2    | 0:8           |
| Gesamt                                   | 4   | 0   | 1    | 3    | 01:19         |

### Spielarten
| Spielart                       | Sp. | Sg. | Uts. | Ndl. | Torverhältnis |
| ------------------------------ | --- | --- | ---- | ---- | ------------- |
| Heimspiele (H)                 | 2   | 0   | 1    | 1    | 01:11         |
| Spiele auf neutralem Platz (*) | 0   | 0   | 0    | 0    | 0:0           |
| Auswärtsspiele (A)             | 2   | 0   | 0    | 2    | 0:8           |
| Gesamt                         | 4   | 0   | 1    | 3    | 01:19         |

### Austragungsorte
| Austragungsort | Land    | Sp. | Sg. | Uts. | Ndl. | Torverhältnis |
| -------------- | ------- | --- | --- | ---- | ---- | ------------- |
| Hrodna         | Belarus | 1   | 0   | 0    | 1    | 0:1           |
| Kwassouka      | Belarus | 1   | 0   | 0    | 1    | 0:7           |
| Prienai        | Litauen | 2   | 0   | 1    | 1    | 01:11         |
| Gesamt         | Gesamt  | 4   | 0   | 1    | 3    | 01:19         |

### Spielergebnisse
|      | Gegentore | Gegentore | Gegentore | Gegentore | Gegentore | Gegentore | Gegentore | Gegentore | Gegentore | Gegentore | Gegentore |
| Tore | 0         | 1         | 2         | 3         | 4         | 5         | 6         | 7         | 8         | 9         | 10        |
| ---- | --------- | --------- | --------- | --------- | --------- | --------- | --------- | --------- | --------- | --------- | --------- |
| 0    | -         | 1         | -         | -         | -         | -         | -         | 1         | -         | -         | 1         |
| 1    | -         | 1         | -         | -         | -         | -         | -         | -         | -         | -         | -         |